# Прут
45°28′8″ пн. ш. 28°12′28″ сх. д. / 45.46889° пн. ш. 28.20778° сх. д.
Прут (античні назви — грец. Pyretos, Пората, Пюрет) — річка в південно-східній Європі. Ліва притока Дунаю (басейн Чорного моря).

## Опис
Бере початок з джерела на схилі Говерли, впадає в Дунай біля села Джурджулешти (Молдова). Пригирлова частина басейну сильно заболочена. Довжина 967 км (на території України — 272 км), площа басейну — 27,5 тис. км². Середні витрати води біля міста Леова — 69,2 м³/с. Похил річки змінюється від 100 м/км (біля витоку) до 0,05 м/км (біля гирла).

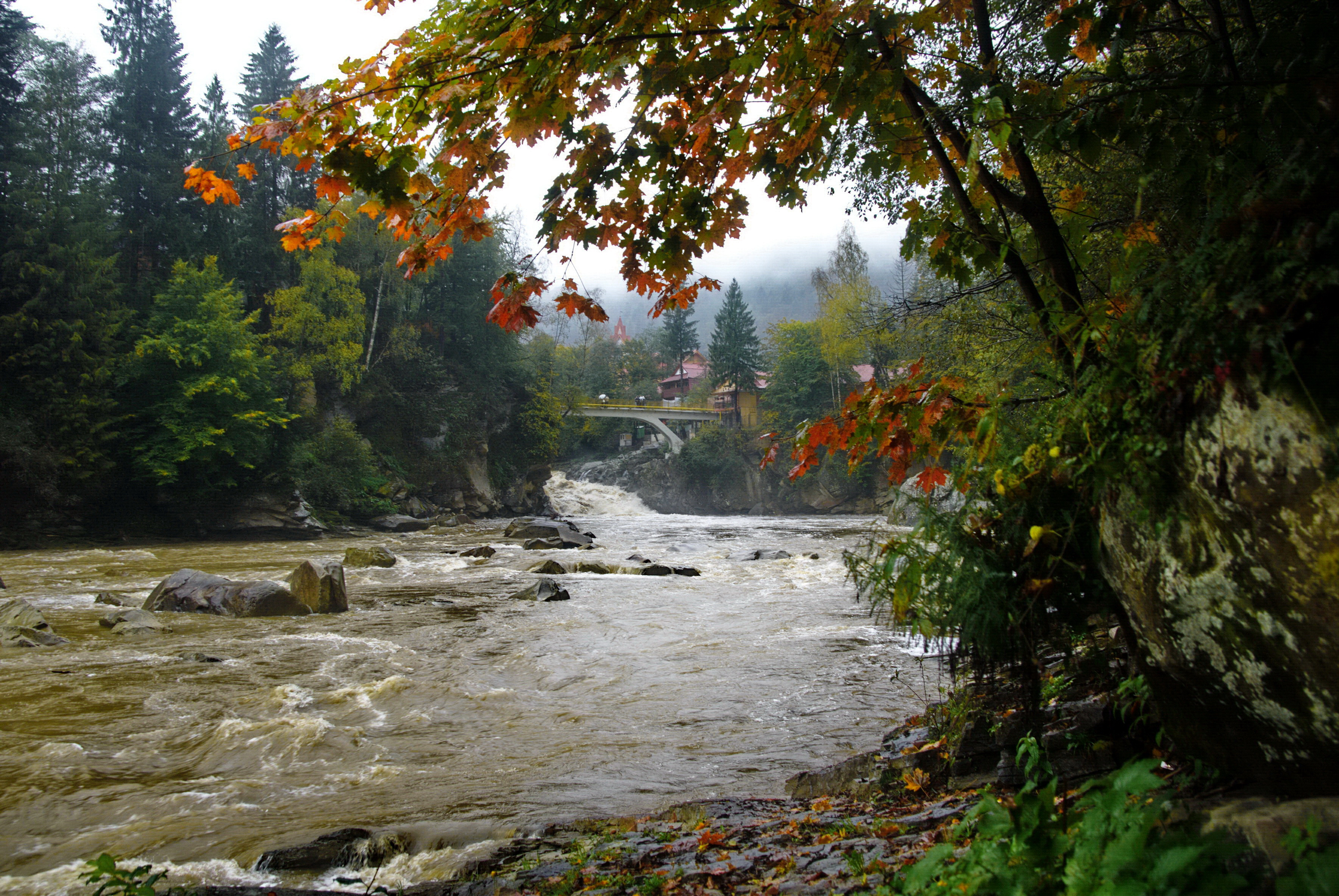
Прут в Яремче

У верхів'ях (до Делятина) має гірський характер, зі стрімким правим берегом, місцями поперечний профіль русла має вигляд урвища. Розташовані чисельні водоспади та пороги. Найвідоміші: в м. Яремче - водоспад Пробій (8 м), в смт Ланчин - водоспад Крутіж (3 м). Весняні повені, літні дощові паводки, підвищений зимовий стік (внаслідок відлиг і дощів). Льодостав з січня—лютого до  початку березня.
На сьогодні загальновідомо, що Прут витікає із джерела на схилі Говерли на висоті 1580 м над рівнем моря; загальна його довжина – 910 км, площа басейну – 27500 км2, що дозволило Водній Рамковій Директиві ЄС віднести Прут до великих річок; тече він територією України протягом 272 км; частина, яка нас цікавить, протікає рівниною із середніми висотами 200-300 м (до 500 м). Впадає Прут у Дунай на території Молдови.
Ширина річки коливається від 50-70 м до 150 м на відносно вузьких її ділянках. Через те, що береги Прута легко розмивається, його річище зазнає значного розгалуження  – на розгалужених ділянках його ширина може сягати 500-800 м. Середня глибина річки - 0,5-1,5 м, найбільша – 6 м. Дно  кам‘янисте, представлене галькою та валунами діаметром 40-60 см; зустрічається також замулений пісок.

## Про назву
У другому томі болгарських літописів Імана «Джагфар таріхи» (1680) річка Прут згадується під назвою Бурат.
А в трактаті Константина Порфірогенета «Про управління імперією» згадується: річка Брут[недоступне посилання з липня 2019] (гл. 38) або Бурат (гл. 42) — сучасний Прут.

## Розташування
Верхня течія в Україні (Івано-Франківська та Чернівецька області) нижня — на кордоні Молдови з Румунією. Витоки розташовані на карпатському масиві Чорногора, біля гори Говерли. Річка спочатку тече переважно на північ, після (у межах міста Яремче) повертає на північний схід, ближче до Коломиї — на південний схід. Досягнувши кордону між Молдовою та Румунією, повертає ще більше на південний схід, а згодом — на південь. Впадає в Дунай за 3 км на захід від міста Рені (Одеська область).
Прут судноплавний від міста Леово (Молдова). На Пруті — водосховище Костешти-Стинка та ГЕС (частково в межах Румунії). Снятинська ГЕС — єдина гідроелектростанція на Пруті в межах України (див. Малі ГЕС України).
Міста: Яремче, Коломия, Снятин, Чернівці, Новоселиця, Унгени.

## Історія
Річка Прут (в давнину грец. Pyretos, Poras) була відома римлянам.

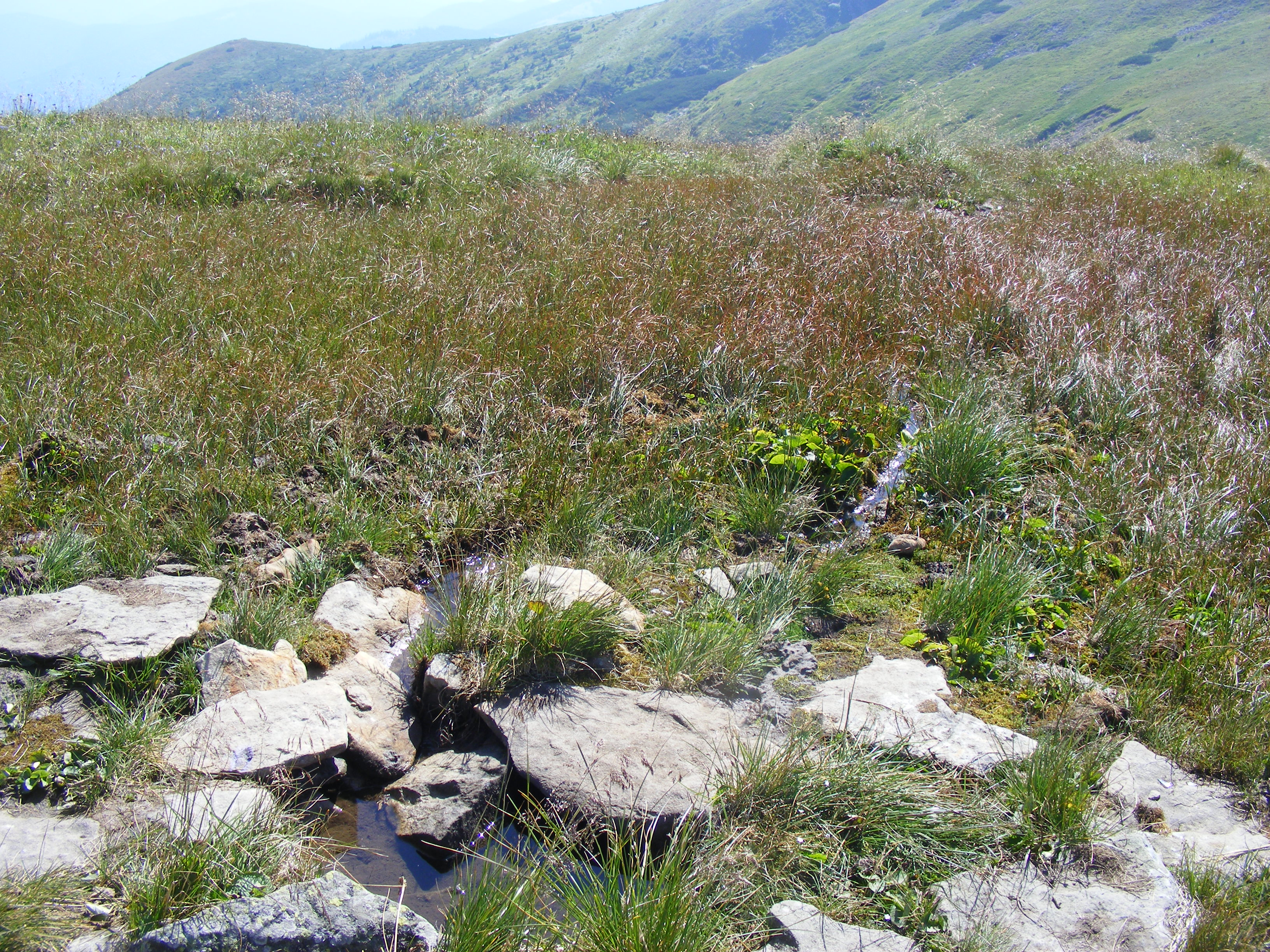
Джерело на схилі Говерли, що є витоком Пруту

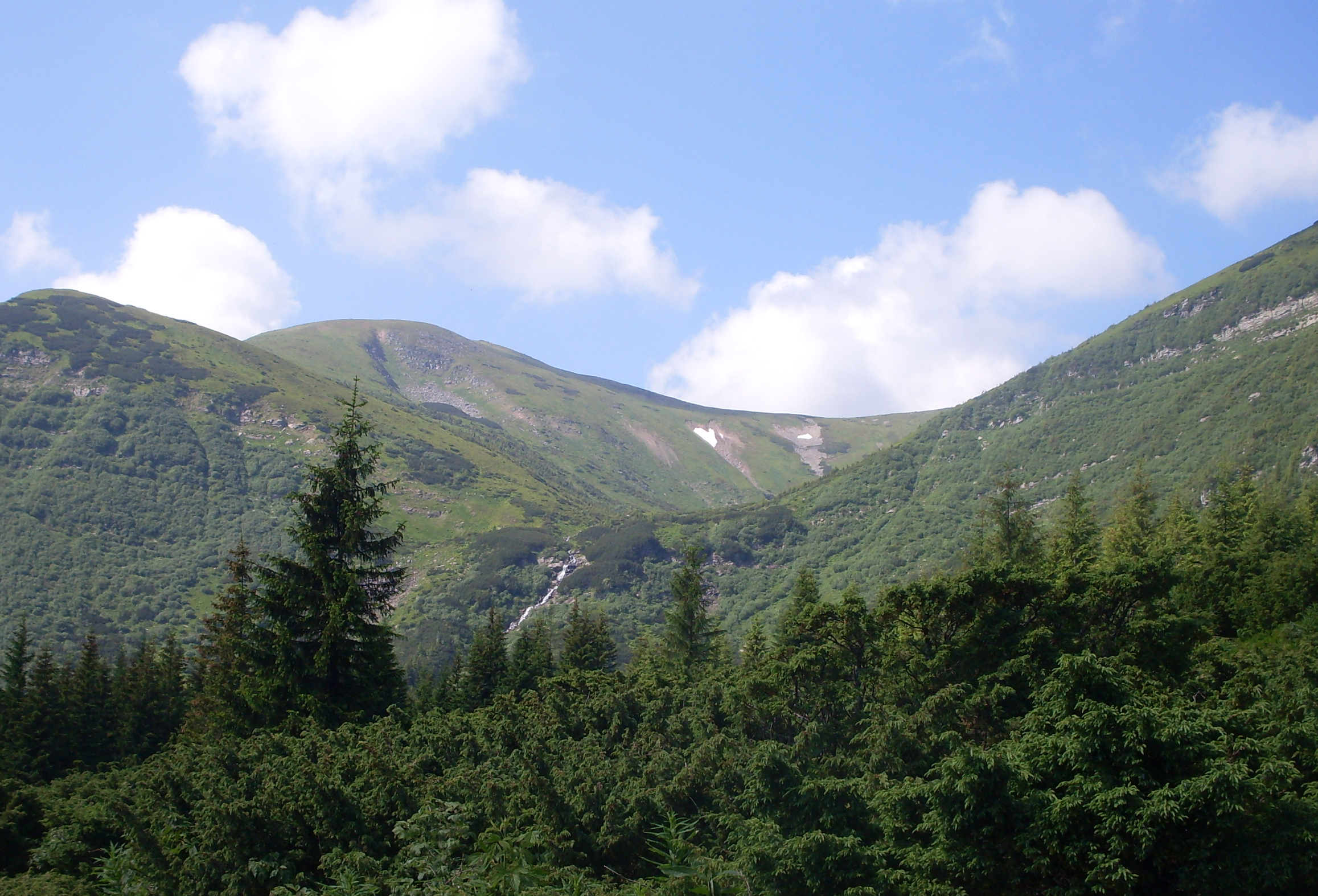
Місце виходу Прута з льодовикового кару між горами Брецкул та Говерла

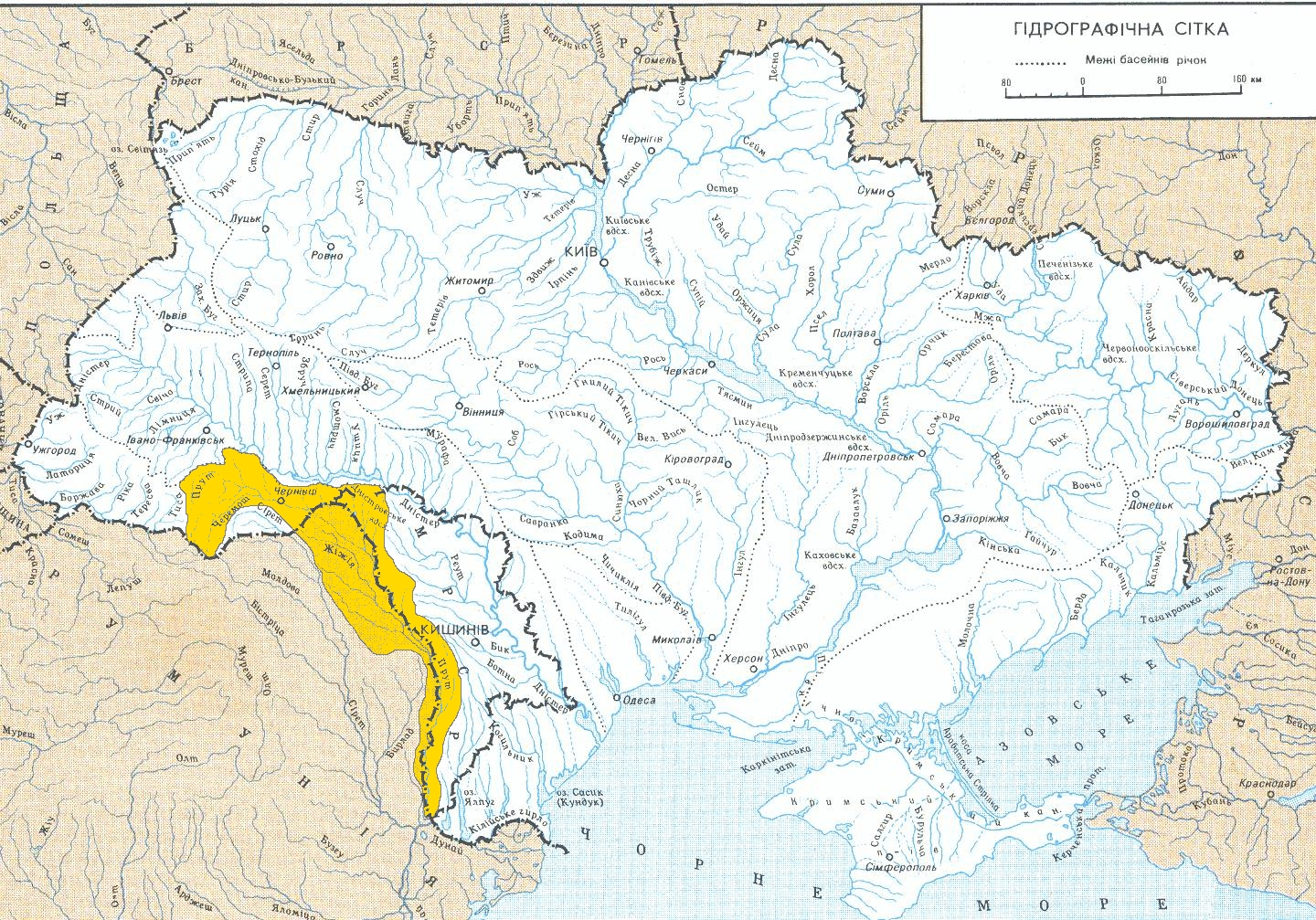
Басейн річки Прут на гідрографічній мапі України

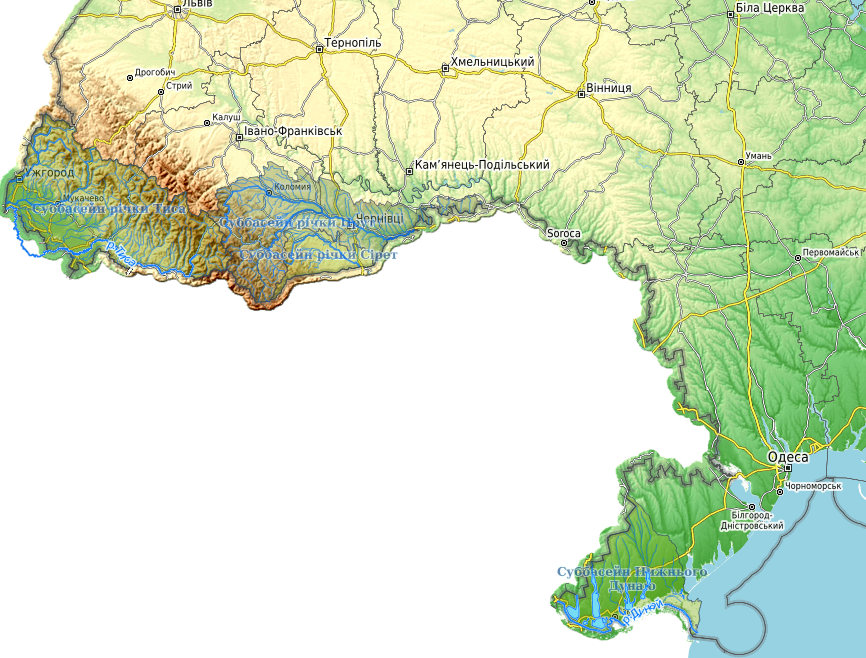
Річкові басейни приток Дунаю на території України

У 12 столітті в басейні Пруту існували галицько-руські міста  Малий Галич (нинішній Галац). У 13 сторіччі по Пруту лежала земля берладників, а при впадінні Бахлуя в Прут на стародавніх мапах значиться місто Бради або Бруди (згодом Цецора). В кінці 14 століття на Пруті існувало місто Романів Торг (нині Роман).
У слов'яно-молдовському літописі від 1470 року згадується перемога воєводи Штефана Великого над татарами біля Липника (у верхів'ях річки Чугура). На мапах 16 століття в басейні Пруту відмічено декілька молдавських міст — Прут, Хролов (пізніше Хирлеу), Бради (пізніше Цецора), Бахлуй та інші; на річці Лопушна — Нуш, Лопушна і Ласти, Луканья (нині Леово), Щелеч (пізніше село Хотешти), Видвиця або Видяча (пізніше Вадуца) на річці Ларзі.
У 1513 році через Прут перейшли татари, в 1518 році — перекопський султан Албул, військо якого було розбите і частиною потоплено в Пруті зі Чугуре Стефаном IV (Штефаніца). У 1581 році сюди знов увірвалися перекопські татари.
У 1563 році через Прут перейшов з козаками князь Дмитро Вишневецький, в 1594 році — Северин Наливайко і Лобода, в 1621 році — султан Осман II, котрий зазнав поразки під Хотином. У 1653 році на берегах Пруту в битві з армією Молдови був смертельно поранений син Богдана Хмельницького Тиміш Хмельницький.
У 1711 році відбувся прутський похід Петра І проти турків. Невигідна для Росії Прутська угода, яку вимушений був укласти Петро І з турками 23 липня 1711 року, після того, як його армія опинилася оточена біля селища Гуш.
У поході 1787 року Потьомкин заснував у Слободзеї центральний пункт чорноморського війська. В 1791 році він помер поблизу Яс.
За Бухарестською угодою 16 травня 1812 року річка Прут стала межею російської Бессарабії. Згідно з Паризьким трактатом 1856 року пониззя Пруту відійшли до Молдавії, але в 1878 році (за Берлінським трактатом) відійшли до Росії. У 1917 й 1918 річка була кордоном УНР з Румунією. В 1918—1944 роках річка належала до Румунії. Після 1944 кордон відновився за станом на 1917 рік з приєднанням північної Буковини до УРСР.

## Прут як об'єкт туризму

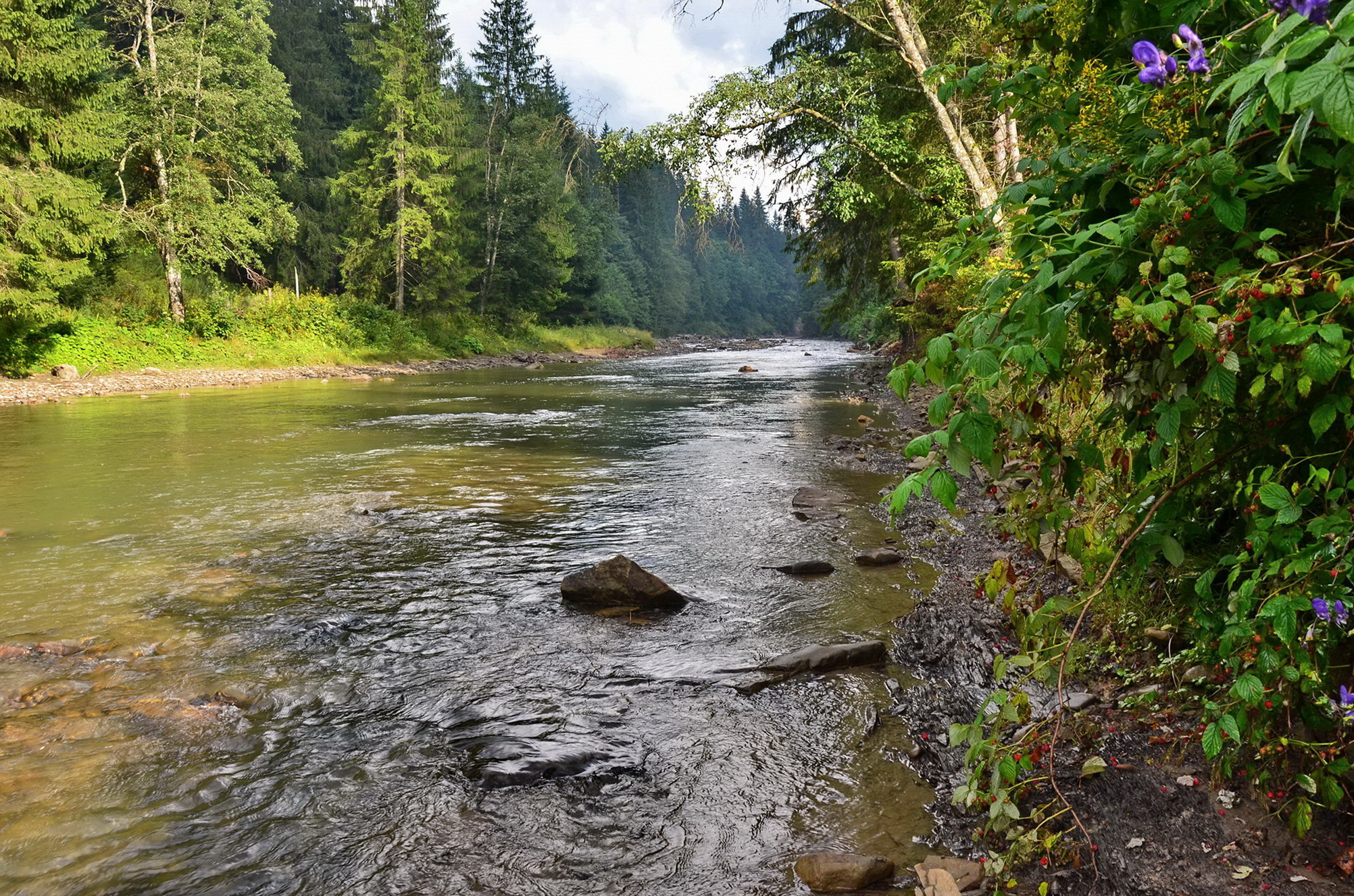
Прут біля Ворохти

Неподалік від витоків Пруту розташований Прутський водоспад. Річка придатна для сплаву в умовах середньої або високої води на ділянці від Ворохти до Яремчі (довжина бл. 30 км). Тут трапляються різноманітні пороги середньої складності, зокрема Триступінчатий в кінці Ворохти, Водоспадний біля села Микуличин, косий між Микуличином та Яремчею. Найскладніше місце річки — Яремчанський каньйон завдовжки майже 2 км, який починається в Яремчі біля турбази «Гуцульщина» на правому березі і закінчується через 200—300 метрів після водоспаду Пробій, біля автомобільного мосту через річку. Каньйон змушує майже без зупинок, з короткими перервами, долати доволі складні пороги, зокрема Прикарпатський, притиск Довбуша, і, звичайно ж, сам водоспад. Водоспад Пробій на Пруті має висоту приблизно 8 метрів та кут нахилу майже 45 градусів.

## Судноплавство
На початку XX століття Чернівці мали стати річковим портом. У місті створювали відкрите акціонерне товариство з метою перетворення Чернівців на річковий порт. Для досягнення цієї мети мали поглибити русло річки Прут, а також за допомогою відповідних каналів та шлюзів підняти у річці рівень води.

## Притоки
В межах України:
Праві: Пігий, Прутець Чемигівський, Ославка, Пістинька, Березівка, Рибниця,  Черемош, Глиниця, Дереглуй, Жижия
- Горочна — річка у Заболотівській селищній громаді. Бере  початок на південному заході від села Тростянець. Тече переважно на північний схід через Троїцю і на півдні від Хлібичина впадає у річку Прут.[3][4]

Ліві:
Прутець, Перемиська, Любижня, Товмачик, Добривідка, Турка, Чорнява, Белелуйка, Совиця, Совиця, Шубранець, Рингач, Черлена, Ларга, Рокітнянка, Ларга
- Явірник — потік у Яремчанській міській громаді. Бере  початок на полонині Явірник у мішаному лісі (ялина та бук). Тече переважно на північний схід і у місті Яремче впадає у річку Прут.[5]

## Галерея

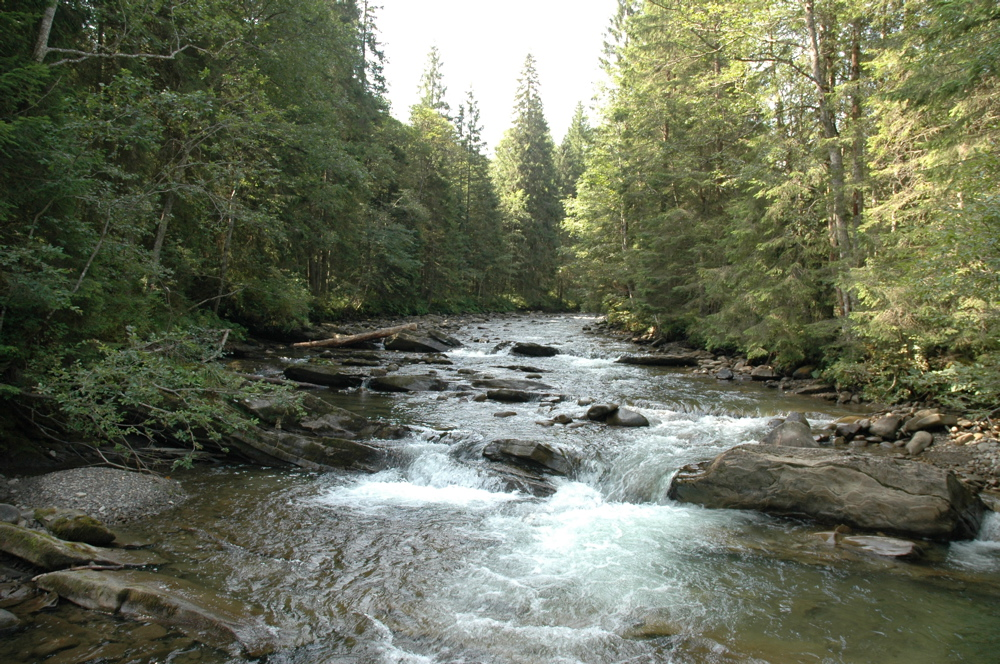
Прут біля Говерли
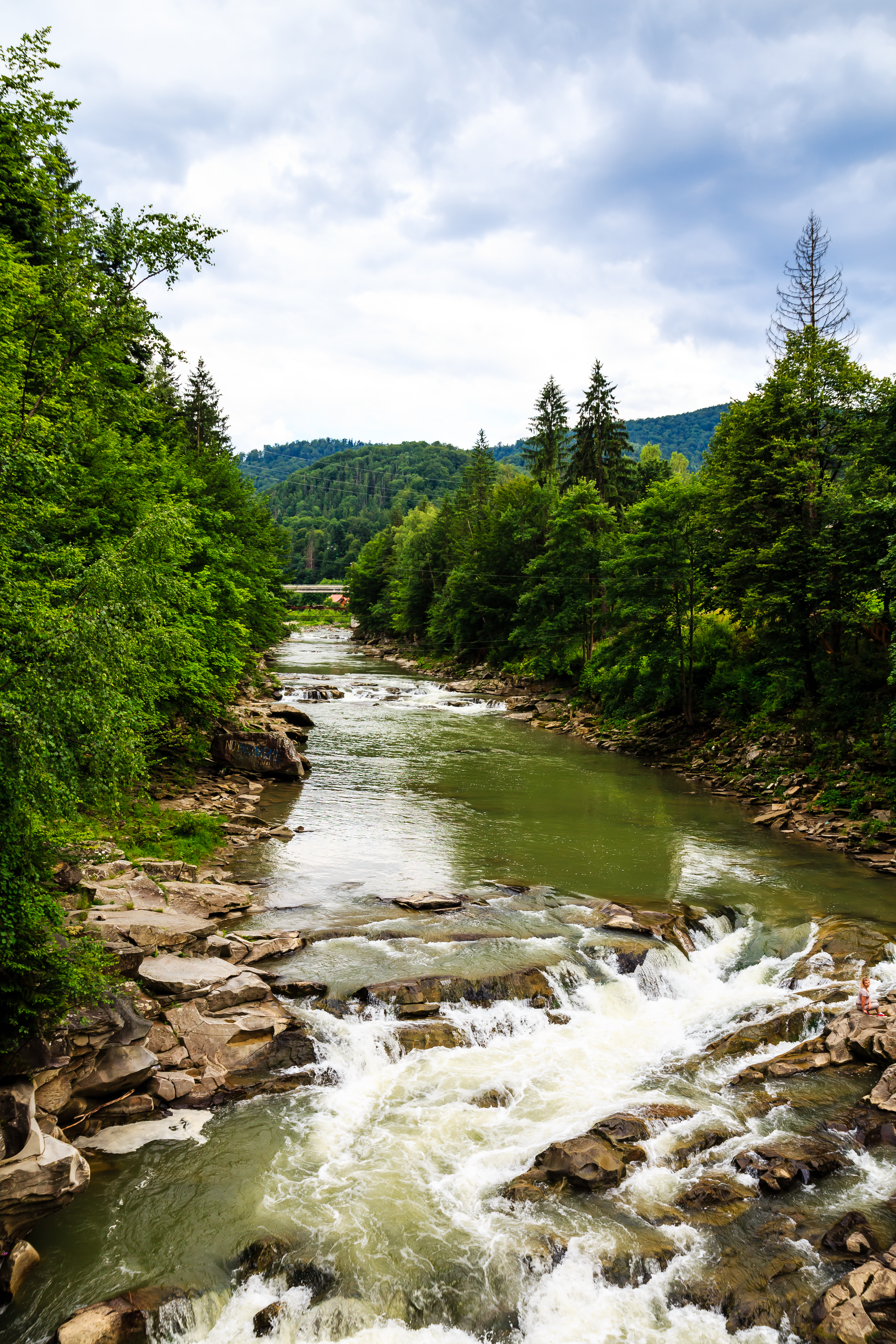
Прут у Яремчі біля водоспадів
Захід сонця над Прутом у Чернівцях
Водоспад Крутіж на Пруті в смт Ланчин